# Kunići Ribnički
Kunići Ribnički – wieś w Chorwacji, w żupanii karlowackiej, w gminie Netretić. W 2011 roku liczyła 22 mieszkańców.